# Blue Beetle (film)
Blue Beetle è un film del 2023 diretto da Ángel Manuel Soto.
Basato sull'omonimo personaggio di DC Comics, è il 14º film del DC Extended Universe (DCEU) nonché primo stand-alone cinematografico sul personaggio di Blue Beetle.
Prodotto dai DC Films e The Safran Company, è interpretato da Xolo Maridueña nel ruolo di Reyes, affiancato da Bruna Marquezine, Damián Alcázar, Belissa Escobedo, Raoul Trujillo, Susan Sarandon, George Lopez e Elpidia Carrillo.
Il film ha riscosso un buon successo di critica ma è stato un insuccesso al botteghino, rappresentando il minor incasso del DCEU; le cause dell'insuccesso sono state attribuite allo sciopero sindacale a Hollywood del 2023, all'imminente riavvio del franchise con l'arrivo del DC Universe (DCU) e alle conseguenze dell'uragano Hilary.

## Trama
Victoria Kord, capo delle Kord Industries, si incontra con il suo braccio destro Ignacio Carapax e il dottor Sanchez in una zona di scavi in cui stanno cercando lo Scarabeo, un manufatto di origine aliena dallo smisurato potere che Victoria vuole utilizzare per i suoi scopi.
Qualche mese dopo il neo-laureato Jaime Reyes torna a Palmera City, sua città natale, dove si ricongiunge con la sua larga e rumorosa famiglia di origine messicana: il padre Alberto, la madre Rocio, la sorella Milagro, la nonna Nana (unica che parla solo spagnolo) e il bizzarro zio complottista Rudy.
Jaime desidera diventare un avvocato ma scopre che la sua famiglia si trova in gravi condizioni economiche e così è costretto ad andare a lavorare con Milagro come cameriere nella lussuosa villa di Victoria Kord.
Lì, in seguito ad un diverbio con Carapax, viene licenziato dalla stessa Victoria e fa la conoscenza di Jenny Kord, nipote di Victoria e figlia del precedente presidente, Ted Kord. Jenny è arrabbiata con la zia perché non condivide il suo piano sull'utilizzo delle risorse della società, in quanto Victoria ha in mente un progetto militare, invece di aiuti umanitari. 
Jenny, sentendosi in colpa per il licenziamento di Jaime, gli propone di recarsi il giorno dopo alla sede della Kord per assegnargli un nuovo posto di lavoro. Jaime accetta e il giorno dopo si presenta alle Kord Industries; qui Jenny, che ha scoperto che Victoria sta usando lo Scarabeo per i suoi progetti, gli affida l'artefatto chiuso in una scatola di hamburger (avendolo rubato dai laboratori) e gli dice di non aprirla e di non toccare assolutamente il contenuto.
Jaime, però, torna a casa ed è convinto dai suoi familiari ad aprire la scatola e appena lo fa lo Scarabeo si lega a lui e lo trasforma nel supereroe Blue Beetle. Jaime inizia a vagare per Palmera City distruggendo varie cose e sentendo l'IA dentro l'armatura di nome Khaji-Da, per poi tornare a casa in uno stato confusionario, scoprendo che l'insetto gli si è fuso alla schiena ed è impossibilitato a toglierlo.
Jaime trova Jenny grazie ai social e fuggono, dato che alle Kord Industries hanno scoperto che è lei la ladra, a casa Reyes; lì la ragazza afferma che conosceva il potere dello Scarabeo, primo tra tutti quello di proteggere l'ospite (in questo caso Jaime), ma non pensava che si sarebbe attivato e che ora dovranno trovare nelle Kord Industries un dispositivo che gli consentirà di raggiungere la vecchia villa di famiglia e disattivare l'artefatto dal corpo di Jaime. Grazie a un'invenzione di Rudy, i ragazzi superano la sicurezza e si infiltrano nelle Kord Industries, riuscendo a prendere il dispositivo (un orologio) ma vengono raggiunti ed affrontati da Carapax, che indossa una delle ultime armature tecnologiche ideate da Victoria, l'OMAC; Khaji-Da prende temporaneamente il controllo del corpo di Jaime e combatte Carapax riuscendo momentaneamente a sconfiggerlo, ma il ragazzo decide di non ucciderlo. 
Jaime raggiunge insieme a Jenny e allo zio la dimora dei Kord e scoprono nei sotterranei una base segreta: Jenny rivela che Ted Kord era il primo Blue Beetle (di cui Rudy era un grande fan) che usava costumi e gadget tecnologici, ma non attivò mai lo scarabeo e dopo la morte della moglie scomparve misteriosamente. Rudy inoltre dai computer del rifugio scopre che Jaime deve morire per togliersi lo Scarabeo. 
Il ragazzo è furioso ma Rudy, raccontandogli del passato della loro famiglia, gli fa capire che deve essere forte e che la vita è fatta di sacrifici. Quando notano l'elicottero di Victoria che vola verso la casa di Jaime, il ragazzo riesce ad attivare l'armatura e vola ad aiutare la sua famiglia che è stata presa in ostaggio da una squadra di mercenari al servizio della magnate; durante la lotta che ne segue, Alberto muore per un arresto cardiaco. Alla fine del combattimento Jaime viene catturato e portato in un complesso su un'isola di proprietà delle Kord Industries.
I familiari di Jaime e Jenny quindi decidono di salvarlo, vanno alla base segreta, prendono delle armi super tecnologiche e raggiungono l'isola con un mezzo simile a uno scarabeo. Nel mentre Victoria sta trasferendo il codice sorgente dello Scarabeo in un macchinario collegato a Carapax e a varie armature OMAC; Jaime perde i sensi e rischia di morire, ma entra in sincronia con Khaji-Da e grazie a un'esperienza extra corporea incontra il padre, che lo incoraggia a continuare a lottare e ad abbracciare il suo destino come eroe. Jaime in seguito viene liberato dal dottor Sanchez, stanco dei ripetuti maltrattamenti per mano di Victoria, morendo poi per mano di Carapax. 
I Reyes e Jenny, arrivati sull'isola, combattono le guardie, mentre Jaime si scontra con Carapax e la sua armatura OMAC potenziata dal potere dello Scarabeo e dopo un'estenuante combattimento ha la meglio, ma prima che possa ucciderlo viene fermato da Khaji-Da (che gli ricorda che non è un assassino) e tramite l'entità scopre che quando Carapax era piccolo Victoria uccise sua madre e lo prese sotto la sua custodia, cancellandogli i ricordi per farlo diventare un suo scagnozzo; Jaime dunque risparmia Carapax e quest'ultimo si ribella a Victoria sovraccaricando il nucleo della sua armatura OMAC, facendosi esplodere assieme all'isola con la perfida imprenditrice e tutte le armature come vendetta per la morte di sua madre, mentre i Reyes e Jenny riescono a fuggire. Dopo la fuga dall'isola, i Reyes si prendono il tempo per piangere la morte di Alberto.
Nel finale Jenny, diventata la nuova presidente delle Kord Industries, aiuta i Reyes a ricostruire la loro casa, promette di aiutare la gente del quartiere e si fidanza ufficialmente con Jaime volando con lui alla villa dei Kord.
In una scena a metà dei titoli di coda nel nascondiglio di Blue Beetle si attiva una comunicazione di Ted Kord che si scopre essere ancora vivo.

## Personaggi
- Jaime Reyes / Blue Beetle, interpretato da Xolo Maridueña: un giovane laureato latinoamericano che si ritrova in possesso di superpoteri dopo che una forma di vita aliena nota come "Scarabeo" lo sceglie come ospite, dotandolo di un potente esoscheletro tecnologico.[2][3]

- Jenny Kord, interpretata da Bruna Marquezine: la figlia di Ted e nipote di Victoria, ed interesse amoroso di Jaime.[4][5][6]

- Nana Reyes, interpretata da Adriana Barraza: la nonna di Jaime.[7][5]

- Alberto Reyes, interpretato da Damián Alcázar: il padre di Jaime.[7][5]

- Ignacio Carapax / Carapax l'Uomo Indistruttibile, interpretato da Raoul Trujillo: la guardia del corpo e scagnozzo di Victoria Kord.[8][6]

- Victoria Kord, interpretata da Susan Sarandon: un'imprenditrice senza scrupoli che vuole impossessarsi a tutti i costi della tecnologia dello Scarabeo.[9][10][11] Sarandon ha dichiarato che il suo personaggio rappresenta "l'imperialismo in nome della democrazia".[6]

- Rudy Reyes, interpretato da George Lopez: lo zio di Jaime.[7]

Tra gli altri membri della famiglia Reyes, Elpidia Carrillo interpreta Rocío, la madre di Jaime, mentre Belissa Escobedo interpreta Milagro, la sorella minore. Inoltre, Harvey Guillén interpreta José Francisco Morales Rivera de la Cruz / Dr. Sanchez, uno scienziato delle Kord Industries e Becky G doppia Khaji-Da / Scarabeo, l'entità che controlla lo Scarabeo. Un attore non accreditato interpreta Ted Kord in un cameo vocale nella scena a metà dei titoli di coda.

## Produzione

### Sviluppo
Nel novembre 2018, la Warner Bros. e la DC Films hanno annunciato lo sviluppo di un film sul personaggio di Jaime Reyes / Blue Beetle, con Gareth Dunnet-Alcocer incaricato di scriverne la sceneggiatura e Zev Foreman produttore esecutivo del progetto per conto della Warner. Per la trama del film, Dunnet-Alcocer s'è ispirato a Injustice 2 e Crisi infinita, in cui Reyes aveva fatto la sua prima apparizione, mentre per quanto riguarda l'aspetto e le caratteristiche del personaggio ai The New 52. Inoltre, ha ambientato la storia nella fittizia Palmera City, una creazione originale, anziché ad El Paso come nei fumetti, allo scopo di "creare un mondo specifico per il protagonista simile a Metropolis per Superman o Gotham City per Batman". Altro aspetto di notevole importanza nella sceneggiatura di Dunnet-Alcocer era la tipica famiglia latinoamericana, data la volontà della Warner di realizzare con Blue Beetle il primo film di supereroi live-action con un protagonista latinoamericano. Gary Dauberman ha contribuito, non accreditato, alla sceneggiatura.
Nel dicembre 2020, il nuovo presidente della DC Films Walter Hamada ha annunciato l'intenzione di distribuire diversi film "a medio budget" direttamente sul servizio di streaming HBO Max, tra cui lo stesso Blue Beetle. Ángel Manuel Soto è stato assunto come regista nel febbraio 2021. John Rickard, presidente di produzione di The Safran Company, è entrato nel progetto nell'agosto del 2021. Nel dicembre dello stesso anno, la Warner ha dichiarato che il film sarebbe infine uscito in sala e non più prodotto direttamente per HBO Max. Peter Safran sarebbe dovuto esserne produttore prima di diventare il co-presidente e co-CEO dei DC Studios insieme a James Gunn nell'ottobre 2022. Rickard e Foreman sono stati dunque accreditati come produttori.

### Casting
Xolo Maridueña è stato fin dal primo momento la prima scelta del regista per interpretare Reyes. Soto e la produzione hanno offerto la parte a Maridueña il 1º agosto 2021, rivelando pubblicamente che quest'ultimo era in trattative il giorno seguente. Il casting di Maridueña è stato ufficializzato lo stesso giorno all'anteprima di un altro film DCEU, The Suicide Squad - Missione suicida. Maridueña ha accettato il ruolo perché entusiasta del fatto che il suo ruolo fornisse una "rappresentazione latinoamericana" in un film di supereroi.
All'inizio del marzo 2022, Bruna Marquezine, Belissa Escobedo e Harvey Guillén sono entrati a far parte del cast. Più tardi lo stesso mese il casting della famiglia Reyes è stato completato dall'aggiunta di George Lopez, Adriana Barraza, Elpidia Carrillo e Damián Alcázar. Per i membri più anziani della famiglia, Soto ha puntato solo ad affermati attori latinoamericani già noti al cinema statunitense per rappresentare "un'autentica famiglia messicana con accenti ed esperienze reali".
Sempre a marzo, Sharon Stone è entrata in trattative per interpretare la cattiva del film, un personaggio originale che condivide il cognome con Ted Kord, il secondo Blue Beetle nei fumetti, mentre Raoul Trujillo si è unito al cast nel ruolo di un altro cattivo. Nell'aprile 2022, Susan Sarandon ha sostituito Stone.

### Riprese
Le riprese del film sono cominciate il 25 maggio 2022, nell'area metropolitana di Atlanta, principalmente ai Wilder Studios di Decatur, sotto il titolo di lavorazione di Mofongo. Si sono concluse il 18 luglio 2022 a Porto Rico, dopo essersi tenute anche ad El Paso. Paweł Pogorzelski è stato il direttore della fotografia del film.

### Post-produzione
Craig Alpert è stato il montatore del film, mentre Kelvin McIlwain ne è stato il supervisore agli effetti visivi, ruolo che aveva già ricoperto nel DCEU in Aquaman (2018) e The Suicide Squad - Missione suicida (2021). Hanno lavorato agli effetti speciali del film la Digital Domain, Rise FX, Rodeo FX e la Industrial Light & Magic.

## Colonna sonora
La colonna sonora del film è stata composta dal musicista Bobby Krlic, in arte The Haxan Cloak.

## Promozione
Il regista Ángel Manuel Soto, lo sceneggiatore Gareth Dunnet-Alcocer e il protagonista Xolo Maridueña hanno partecipato all'evento virtuale DC FanDome nell'ottobre del 2021, fornendo diverse anticipazioni ai fan. Il primo trailer del film è stato diffuso online il 3 aprile 2023, il 4 aprile in italiano. Ash Parrim del sito web The Verge ha giudicato il trailer "divertente", scrivendo di non aver "alzato immediatamente gli occhi al cielo per l'ennesimo film di supereroi, il che potrebbe essere un segno che la DC ha qualcosa di decente tra le mani". Un secondo trailer è stato pubblicato online l'11 luglio, anche in italiano. Sempre nel mese di luglio, diverse pubblicazioni online hanno dato risalto a una "finta" campagna promozionale gestita da fan del film che ritenevano che la Warner Bros. non stesse promuovendo a sufficienza il film.

## Distribuzione

### Data di uscita
Il film è stato distribuito nelle sale cinematografiche statunitensi dalla Warner Bros. Pictures a partire dal 18 agosto 2023. La pellicola è stata distribuita in quelle italiane a partire dal 17 agosto 2023.

### Edizioni home video
Blue Beetle è stato distribuito digitalmente il 26 settembre 2023 e in Ultra HD Blu-ray, Blu-ray e DVD il 31 ottobre da Warner Bros. Home Entertainment. Il film è diventato disponibile per lo streaming su Max, il successore di HBO Max, il 17 novembre 2023, dove ha debuttato come il film più trasmesso in streaming sulla piattaforma negli Stati Uniti.

## Accoglienza

### Incassi
Il film ha esordito negli Stati Uniti con un totale di 10 milioni di dollari, di cui 3.3 milioni dalle anteprime di giovedì sera.
Il film ha incassato complessivamente 72488072 $ negli Stati Uniti e 58300000 $ nel resto del mondo, per un totale di 130788072 $, non riuscendo a rientrare in pareggio con il suo budget di produzione, stimato di circa 104 milioni di dollari, e risultando quindi un flop al botteghino nonché la pellicola con i minori incassi del DC Extended Universe.

### Critica
Nonostante l'insuccesso al botteghino, il film ha ricevuto recensioni molto positive da parte della critica e del pubblico, che ne ha apprezzato soprattutto gli effetti speciali e l'interpretazione degli attori, criticandone tuttavia la storia prevedibile. Su Rotten Tomatoes il film ha una percentuale del 78% su 276 recensioni con un voto medio di 6,4 su 10; il consenso critico del sito cita: «Guidato dalla performance magnetica di Xolo Maridueña nel ruolo del protagonista, Blue Beetle è un film di supereroi piacevolmente incentrato sulla famiglia con molto umorismo e cuore». Su Metacritic ha ottenuto un punteggio di 61 su 100 basato su 52 recensioni.
Mark Kermode di The Observer ha assegnato al film 4 stelle su 5, scrivendo: "Blue Beetle può essere anticipato da fuochi d'artificio visivi che fondono perfettamente il pratico e il virtuale, ma è la simpatica interazione tra i suoi personaggi con i piedi per terra che dà grinta al film, rendendolo più di un semplice gioco in stile Shazam." Odie Henderson del Boston Globe ha dato al film 3 stelle su 4, definendolo "un guardabile perditempo reso migliore dagli attori e dalla cinematografia di Paweł Pogorzelski". Justin Lowe del The A.V. Club gli ha dato una B-, scrivendo: "i realizzatori e il team SFX hanno creato uno stile visivo memorabile per il film, supportato da una vasta gamma di talenti latini che sono alla base dell'autenticità della narrazione e delle immagini". Clarisse Loughrey di The Independent gli ha assegnato 3 stelle su 5, definendolo "una simpatica, anche se prevedibile, interpretazione della storia delle origini dei supereroi che in nessun momento richiama il viaggio nel tempo, il multiverso o un enorme portale nel cielo. E grazie a Dio per questo."

## Riconoscimenti
- 2024 – Saturn Award[51]
  - Candidatura alla migliore trasposizione da fumetto a film
  - Candidatura al miglior attore emergente a Xolo Maridueña

## Sequel
Nel gennaio 2023, il direttore del nuovo corso dei film DC James Gunn ha dichiarato che Blue Beetle sarebbe stato "scollegato" dagli altri film del DC Extended Universe (DCEU) e avrebbe potuto essere incluso retroattivamente nel prossimo DC Universe (DCU). Ad aprile, è stato riportato che il personaggio di Blue Beetle faceva parte dei piani di Gunn e Peter Safran per il DCU. Nel giugno del 2023, Gunn ha confermato che Blue Beetle sarebbe stato "il primo personaggio del DCU", pur mantenendo Superman (2025) come primo film ufficiale del DCU, Safran ha presto chiarito che il Reyes di Maridueña sarebbe continuato nel DCU, ma il film sarebbe rimasto uno stand-alone a parte. Lo stesso mese, il regista del film Ángel Manuel Soto ha confermato che Blue Beetle faceva parte del DCU e dei piani futuri per il franchise, ma non era collegato a tutti i precedenti film del DCEU, spiegando che il film "vive in un mondo in cui esistono i supereroi. Ma questo non significa che un certo evento, o una certa alleanza, o certe cose del passato determinino dove sta andando il nostro film". Ha anche espresso interesse a trasformare il film in una trilogia. A settembre, Gunn ha ribadito che Maridueña avrebbe continuato a interpretare Reyes nel DCU e ha chiarito che qualsiasi media DC uscito prima dei primi progetti per il DCU nel 2024 non sarebbe stato canonico per quel franchise.
Nel giugno 2024, è stato rivelato che una serie animata incentrata su Jaime Reyes / Blue Beetle era in sviluppo con Warner Bros. Animation per il DCU. Ci si aspettava che si sarebbe basata sul film del DCEU, pur raccontando la propria storia e con il potenziale per portare la star di quel film Xolo Maridueña a recitare in un film del DCU in caso di successo. Miguel Puga stava lavorando alla serie dall'inizio del 2024 e avrebbe dovuto servire come showrunner e regista. Cristian Martinez è stato scelto come sceneggiatore, con il regista del film Ángel Manuel Soto, lo sceneggiatore Gareth Dunnet-Alcocer e il produttore John Rickard tutti come produttori esecutivi. Si diceva che i contratti con il cast principale fossero «in continuo mutamento», ma i DC Studios avevano ricevuto risposte positive quando avevano chiesto al cast del film di tornare per riprendere i loro ruoli. Maridueña ha confermato a luglio che riprenderà il ruolo di Blue Beetle nella serie.